# Alexander Slanina
Alexander Slanina (* 11. Oktober 2007) ist ein österreichischer Fußballspieler.

## Karriere
Slanina begann seine Karriere beim SC Seiersberg. Im März 2015 wechselte er zum SV Strassgang. Zur Saison 2019/20 wechselte er zum Grazer AK. Zur Saison 2022/23 schloss er sich der Jugend des TSV Hartberg an. Zur Saison 2023/24 wechselte er zu den Amateuren des SV Lafnitz. In seiner ersten Saison bei den Lafnitzern absolvierte er aber nur ein Spiel in der Landesliga, primär spielte er in der Akademie der Steirer.
Im Oktober 2024 stand Slanina gegen den ASK Voitsberg erstmals im Profikader von Lafnitz, kam aber noch nicht zum Zug. Sein Debüt in der 2. Liga folgte schließlich im Mai 2025, als er am 27. Spieltag der Saison 2024/25 gegen den SV Horn in der 59. Minute für Ermin Mahmić eingewechselt wurde.